# Nick Cousins
Nick Cousins (* 20. Juli 1993 in Belleville, Ontario) ist ein kanadischer Eishockeyspieler, der seit Juli 2024 bei den Ottawa Senators aus der National Hockey League (NHL) unter Vertrag steht und für diese auf der Position des Centers spielt. Mit den Florida Panthers gewann er in den Playoffs 2024 den Stanley Cup.

## Karriere

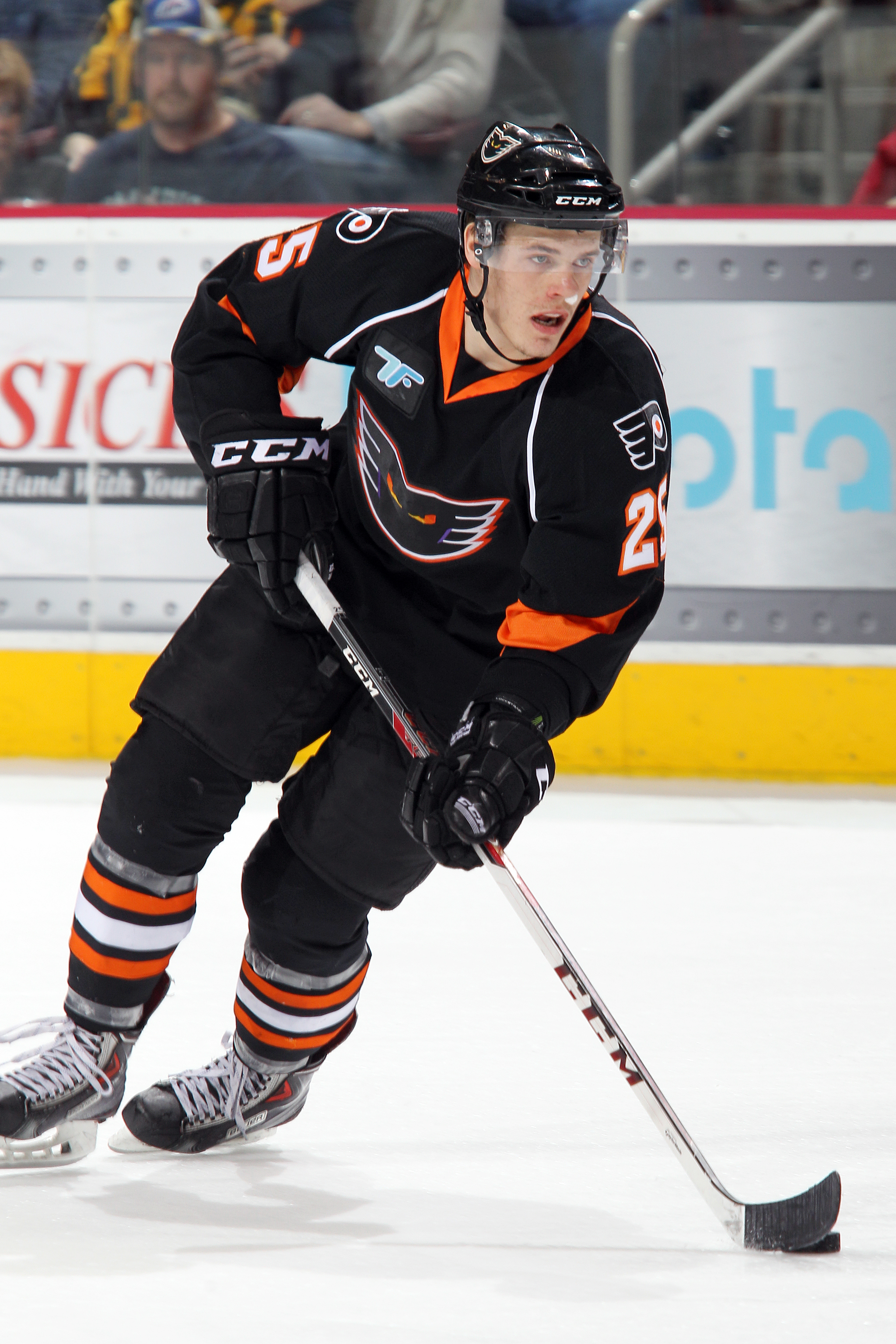
Cousins im Trikot der Adirondack Phantoms (2014)

Nick Cousins spielte in der Saison 2008/09 für die Trenton Hercs in der Ontario Junior Hockey League, einer kanadischen Juniorenliga. Bei der Priority Selection 2009 der Ontario Hockey League (OHL), bei der die OHL-Teams die Möglichkeit hatten, Rechte an talentierten Nachwuchsspielern zu erlangen, wurde der Center in der zweiten Runde an 21. Gesamtposition von den Sault Ste. Marie Greyhounds ausgewählt. Anschließend wechselte er zu den Greyhounds und absolvierte in der OHL-Saison 2009/10 67 Partien für Sault Ste. Marie, in denen er 32 Scorerpunkte erzielen konnte. In den folgenden Playoffs schied er mit seiner Mannschaft in der ersten Runde gegen die Plymouth Whalers aus. In der Spielzeit 2010/11 konnte Cousins seinen Punkteschnitt deutlich verbessern und erreichte in 68 Spielen ebenso viele Punkte. Die Greyhounds verpassten in dieser Saison die Play-offs. Im Anschluss an die Spielzeit wurde Nick Cousins beim NHL Entry Draft 2011 in der dritten Runde an insgesamt 68. Position von den Philadelphia Flyers ausgewählt. Der Spieler kehrte mit Beginn der OHL-Saison 2011/12 zu den Sault Ste. Marie Greyhounds zurück und steigerte seine Punkteausbeute abermals; seine 88 erzielten Scorerpunkte waren ligaweit die fünftmeisten. Trotz dieser guten offensiven Werte verpassten die Greyhounds wie in der Vorsaison die Finalrunde. In der OHL-Saison 2012/13 wurde Cousins zum Spieler des Monats Januar 2013 ernannt. In diesem Monat gelangen ihm in 11 Partien 20 Scorerpunkte, darunter 17 Torvorlagen. Insgesamt bestritt Cousins in dieser Spielzeit 64 OHL-Spiele und erzielte dabei 103 Punkte, wodurch er hinter Vincent Trocheck (109) und Charles Sarault (108) drittbester Scorer der Liga war. In den OHL-Play-offs 2013 schied er mit den Greyhounds in der ersten Runde gegen die Owen Sound Attack aus.
Nachdem er die Saison 2013/14 komplett in der American Hockey League (AHL) bei den Adirondack Phantoms verbracht hatte, debütierte er in der Folgesaison in der NHL und kam auf elf Einsätze für die Flyers. Zeitweise spielte der Mittelstürmer für Philadelphias neues Farmteam, die Lehigh Valley Phantoms, ehe ihm im Verlauf der Saison 2015/16 der Sprung in den Stammkader des NHL-Klubs gelang. Nachdem er dort in der Spielzeit 2016/17 seine erste komplette Saison absolviert hatte, wurde er im Juni 2017 im Rahmen eines Transfergeschäfts an den Ligakonkurrenten Arizona Coyotes abgegeben.
In der Folge war Cousins zwei Jahre für die Coyotes aktiv und erzielte dabei in der Saison 2018/19 mit 27 Punkten seine bisher beste NHL-Statistik. Anschließend wechselte er im Juli 2019 als Free Agent zu den Canadiens de Montréal. Bei diesen war er bis zur Trade Deadline im Februar 2020 aktiv, als er im Tausch für ein Viertrunden-Wahlrecht im NHL Entry Draft 2021 an die Vegas Golden Knights abgegeben wurde. Dort beendete er die Saison und wechselte anschließend im Oktober 2020, abermals als Free Agent, zu den Nashville Predators. In gleicher Weise schloss er sich im Juli 2022 den Florida Panthers an. In den Playoffs 2023 erreichte er mit den Panthers das Endspiel um den Stanley Cup, unterlag dort allerdings seinem vorherigen Arbeitgeber, den Vegas Golden Knights, mit 1:4. In den folgenden Playoffs 2024 zog er mit dem Team erneut ins Finale ein und errang mit einem 4:3-Erfolg über die Edmonton Oilers nun auch den ersten Stanley Cup der Franchise-Geschichte. Anschließend wechselte er im August 2024 als Free Agent zu den Ottawa Senators.

### International
Nick Cousins vertrat sein Heimatland mit der kanadischen Nationalmannschaft erstmals bei einem internationalen Wettbewerb bei der U18-Junioren-Weltmeisterschaft 2011. Bei diesem Turnier blieben die Kanadier ohne Medaillengewinn, nachdem das Spiel um den dritten Platz gegen die russische Auswahl mit 4:6 verloren wurde. Zuvor unterlag das Team im Halbfinale der US-amerikanischen Mannschaft, dem späteren Weltmeister. Cousins kam im Turnierverlauf in sieben Partien zum Einsatz, dabei gelangen ihm acht Scorerpunkte. Damit war er hinter Ryan Murphy und Ryan Murray drittbester Punktesammler der Kanadier.

## Erfolge und Auszeichnungen
- 2013 OHL-Spieler des Monats Januar
- 2016 Teilnahme am AHL All-Star Classic
- 2024 Stanley-Cup-Gewinn mit den Florida Panthers

## Karrierestatistik
Stand: Ende der Saison 2024/25

### International
Vertrat Kanada bei:
- U18-Junioren-Weltmeisterschaft 2011

(Legende zur Spielerstatistik: Sp oder GP = absolvierte Spiele; T oder G = erzielte Tore; V oder A = erzielte Assists; Pkt oder Pts = erzielte Scorerpunkte; SM oder PIM = erhaltene Strafminuten; +/− = Plus/Minus-Bilanz; PP = erzielte Überzahltore; SH = erzielte Unterzahltore; GW = erzielte Siegtore; 1 Play-downs/Relegation; Kursiv: Statistik nicht vollständig)